# This Christmas: Winter is Coming
This Christmas: Winter Is Coming è il terzo EP della cantante sudcoreana Kim Tae-yeon, pubblicato il 12 dicembre 2017.

## Tracce
1. The Magic of Christmas Time – 2:47
2. This Christmas – 4:27
3. Let It Snow – 3:18
4. Candy Cane – 3:24
5. Christmas without You – 4:27
6. Shhhh (쉿) – 3:48
7. I'm All Ears (겨울나무 Winter Tree) – 3:35
8. This Christmas (Instrumental) – 4:27